# Абдуррахманова, Метанет Ахмед кызы
Метанет Ахмед кызы Абдуррахманова (азерб. Mətanət Əhməd qızı Abdurahmanova; род. 1961, Зардобский район) — советский азербайджанский хлопкороб. Депутат Верховного Совета СССР 11-го созыва (1984—1989).

## Биография
Родилась в 1961 году в селе Чаллы Зардобского района Азербайджанской ССР.
С 1979 года, по окончании школы, — хлопкороб колхоза имени Самеда Вургуна Зардобского района республики. 
Достигла высоких результатов при выполнении плана по производству сельскохозяйственной продукции одиннадцатой пятилетки (1981—1985). В 1983 году победила в районном социалистическом соревновании по скоростному ручному сбору хлопка и собрала с 4 гектаров более 70 центнеров. Внесла ряд рационализаторских предложений.
Активно участвовала в общественно-политической жизни республики и Советского Союза, состояла в ВЛКСМ. В 1984 году избрана депутатом Совета Национальностей Верховного Совета СССР 11-го созыва от Агдашского избирательного округа № 203.
Проживает в селе Меликумудлу Зардобского района Азербайджана.